# Rejencja wrocławska

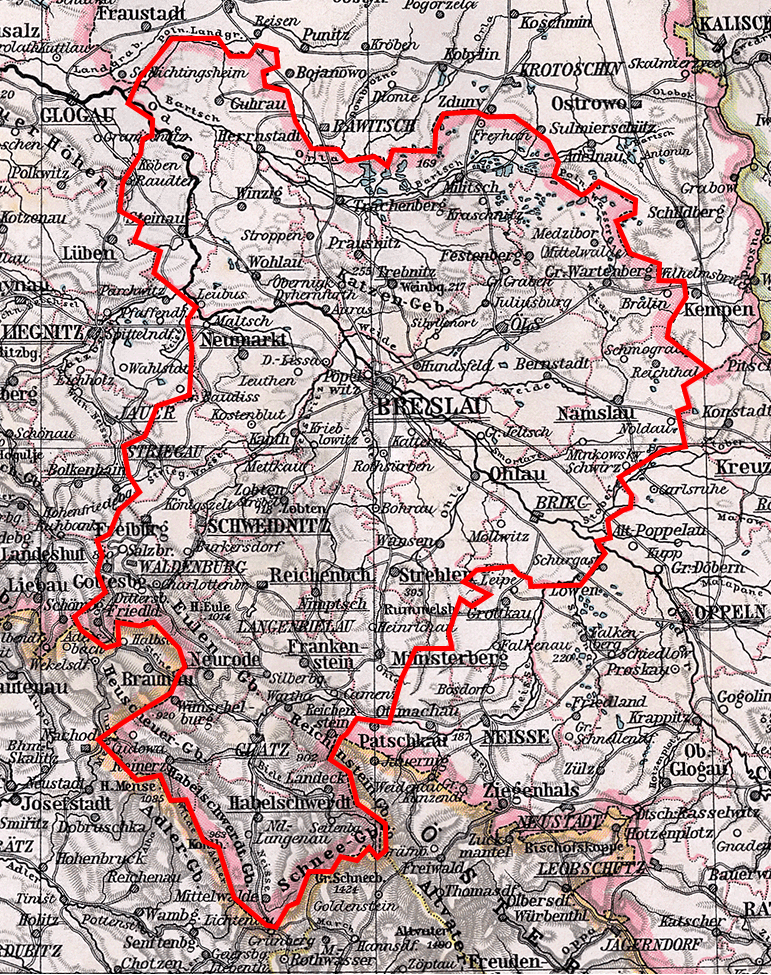
Rejencja wrocławska w 1905

Mapa rejencji w prowincji śląskiej w 1905 r.

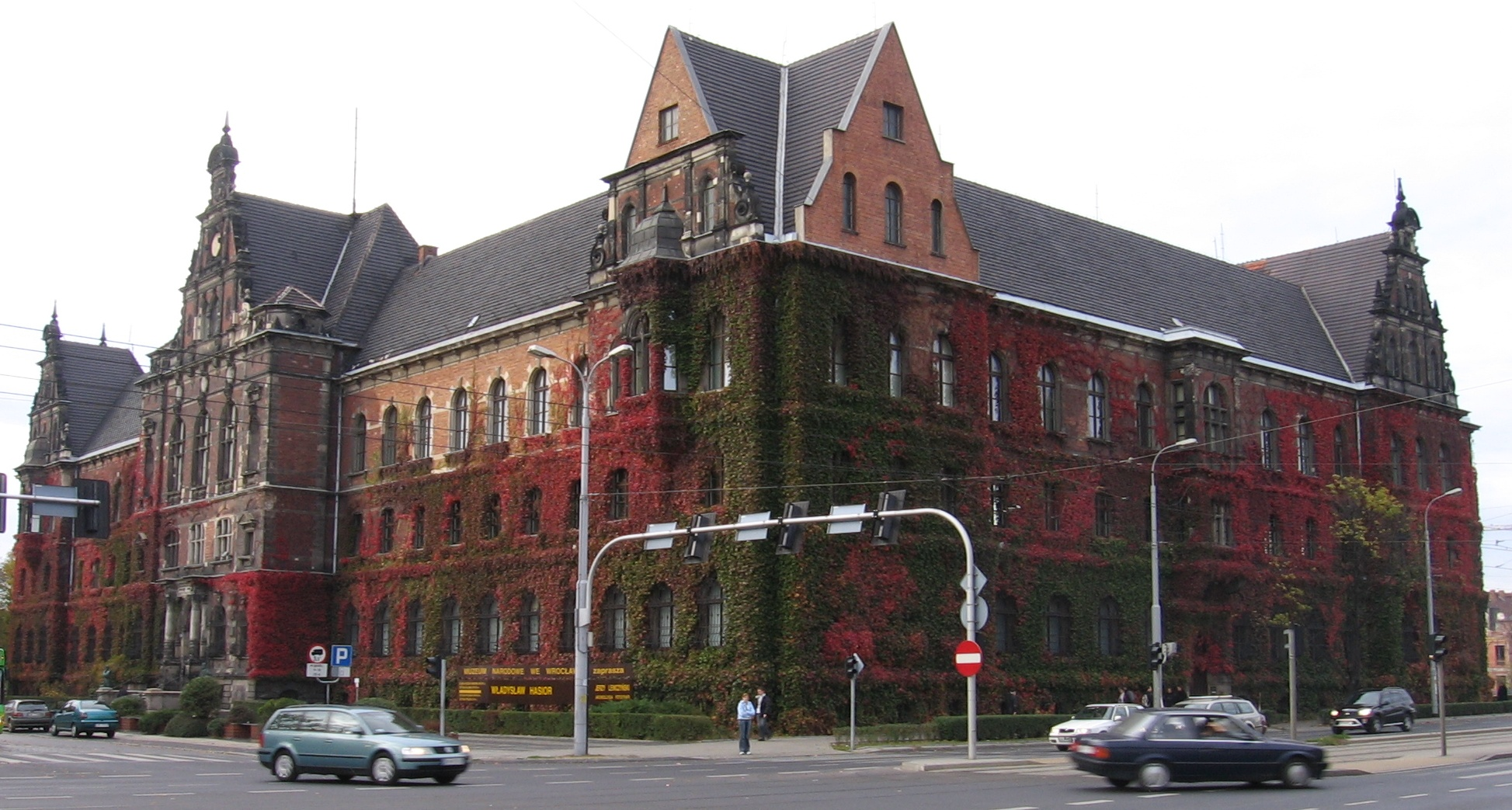
Siedziba rejencji we Wrocławiu

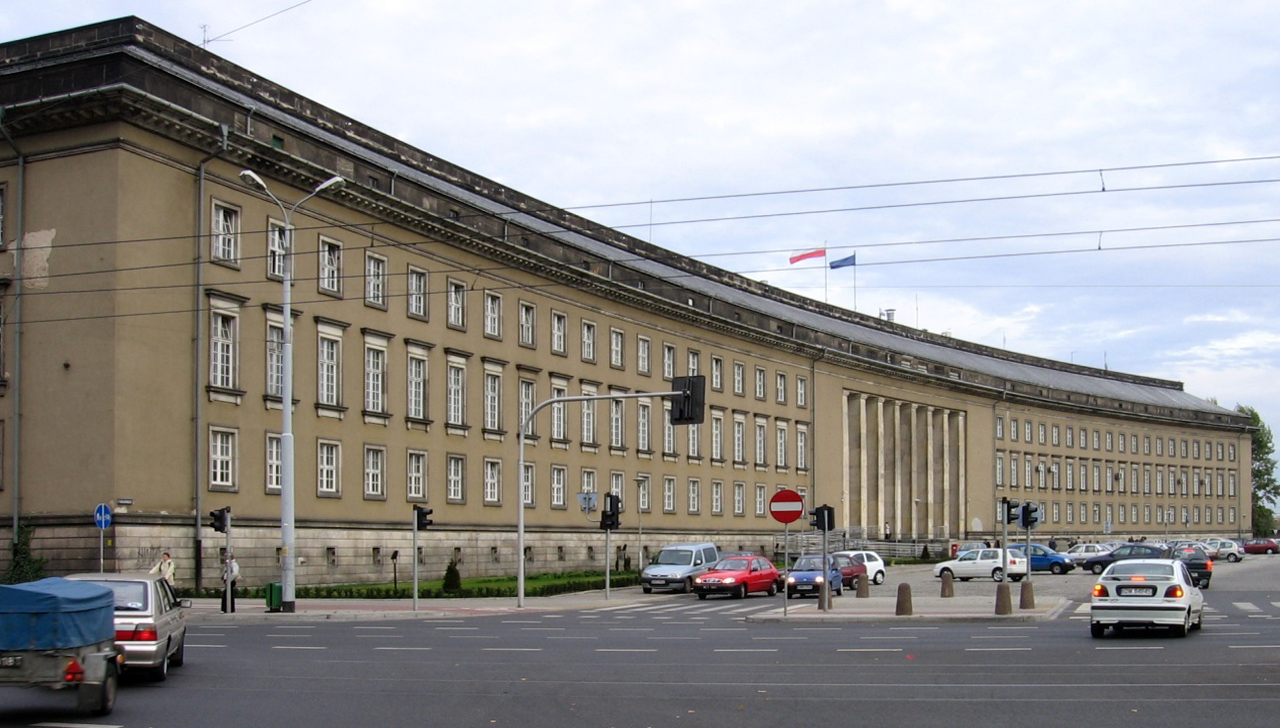
Nowa siedziba rejencji od lat 30. XX w.

Rejencja wrocławska (niem. Regierungsbezirk Breslau) – pruska jednostka administracyjna w środkowej części Śląska, utworzona w 1809, a zlikwidowana w 1945. W 1815 weszła w skład Prowincji Śląskiej. Rejencja wrocławska była potocznie określana „Śląskiem Średnim” (Mittelschlesien) lub rzadziej, „Śląskiem Centralnym” (Zentralschlesien).

## Historia
W momencie powstania w 1809 r. w skład rejencji wszedł Górny Śląsk oraz Śląsk Środkowy, jednak ten pierwszy wydzielono w 1816 r. w odrębną jednostkę, za to do rejencji dołączono w tymże roku hrabstwo kłodzkie, a w 1820 większość powiatów rozwiązanej rejencji dzierżoniowskiej. Tak ukształtowana rejencja istniała do 1919 r., gdy niewielkie fragmenty leżące w jej północnej i północno-wschodniej części weszły w skład państwa polskiego, zreformowano też wówczas podział rejencji na powiaty i zmieniono nazwę nadrzędnej jednostki administracyjnej na Prowincję Dolnośląską. Siedzibą rejencji był gmach obecnego Muzeum Narodowego we Wrocławiu. Wśród 1,95 mln mieszkańców rejencji w 1938 r. przeważali protestanci (56%) i katolicy (37%). Rejencja obejmowała wówczas obszar blisko 13 tys. km².
Na rejencję złożyły się następujące powiaty:
- Breslau-Stadt (Wrocław–miasto)
- powiat Breslau (Wrocław)
- powiat Brieg (Brzeg)
- powiat Groß Wartenberg (Syców)
- powiat Guhrau (Góra)
- powiat Kreuzburg (Kluczbork)
- powiat Militsch (Milicz)
- powiat Namslau (Namysłów)
- powiat Neumarkt (Środa Śląska)
- powiat Oels (Oleśnica)
- powiat Ohlau (Oława)
- powiat Steinau (Ścinawa)
- powiat Strehlen (Strzelin)
- powiat Trebnitz (Trzebnica)
- powiat Wohlau (Wołów)

W 1820 powiat Kluczbork przeszedł pod władzę Opola, a po rozwiązaniu rejencji dzierżoniowskiej na terenie wrocławskiej znalazły się powiaty:
- powiat Frankenstein (Ząbkowice Śląskie)
- powiat Glatz (Kłodzko)
- powiat Habelschwerdt (Bystrzyca Kłodzka)
- powiat Münsterberg (Ziębice)
- powiat Nimptsch (Niemcza)
- powiat Reichenbach (Dzierżoniów, Rychbach)
- powiat Schweidnitz (Świdnica)
- powiat Striegau (Strzegom)
- powiat Waldenburg (Wałbrzych)

W 1854 z części powiatu Glatz wyodrębniono powiat Neurode (Nowa Ruda). Na przełomie XIX i XX wieku zaczęto wyodrębniać powiaty miejskie: Świdnica (1899), Brzeg (1907) i Wałbrzych (1924).
W 1932 nastąpiła komasacja niektórych powiatów: Kłodzko i Nową Rudę złączono w Kłodzko, Ząbkowice Śląskie i Ziębice w Ząbkowice Śląskie, Rychbach i Niemczę w Rychbach, Brzeg i Oławę w Brzeg-ziemski, Świdnicę i Strzegom w Świdnicę, Wołów i Ścinawę w Wołów.
1 października 1933 ponownie podzielono powiat Brzeg-ziemski na dwa powiaty, brzeski i oławski.

## Populacja
| Powiat               | Nazwa polska      | Populacja (1939) |
| -------------------- | ----------------- | ---------------- |
| Breslau (miasto)     | Wrocław           | 620 976          |
| Breslau (powiat)     | Wrocław           | 102 622          |
| Brieg (miasto)       | Brzeg             | 29 580           |
| Brieg (powiat)       | Brzeg             | 38 596           |
| Glatz                | Kłodzko           | 123 130          |
| Frankenstein         | Ząbkowice Śląskie | 75 056           |
| Groß Wartenberg      | Syców             | 26 574           |
| Guhrau               | Góra              | 39 028           |
| Habelschwerdt        | Bystrzyca Kłodzka | 55 672           |
| Militsch             | Milicz            | 47 134           |
| Namslau              | Namysłów          | 31 227           |
| Neumarkt             | Środa Śląska      | 56 542           |
| Oels                 | Oleśnica          | 70 626           |
| Ohlau                | Oława             | 52 475           |
| Reichenbach          | Dzierżoniów       | 84 988           |
| Schweidnitz (miasto) | Świdnica          | 35 038           |
| Schweidnitz (powiat) | Świdnica          | 93 860           |
| Strehlen             | Strzelin          | 57 458           |
| Trebnitz             | Trzebnica         | 54 177           |
| Waldenburg (miasto)  | Wałbrzych         | 64 128           |
| Waldenburg (powiat)  | Wałbrzych         | 117 918          |
| Wohlau               | Wołów             | 64 340           |
| Razem                | Razem             | 1 941 145        |

## Losy rejencji po 1945
Tereny rejencji wrocławskiej zostały po 1945 wraz z większą częścią rejencji legnickiej włączone do województwa wrocławskiego. Po 1950 powiaty Brzeg i Namysłów odeszły do województwa opolskiego.
Obecnie prawie cały obszar rejencji (poza wymienionymi powiatami) należy do województwa dolnośląskiego.